# Bolemoreus hindwoodi
Bolemoreus hindwoodi — вид птиц из семейства медососовых. Подвидов не выделяют.

## Название
Назван в честь Кита Альфреда Хиндвуда (1904—1971), орнитолога-любителя, ставшего президентом Королевского Австралазийского орнитологического союза.

## Таксономия
Этих птиц долго считали отдаленной популяцией вида Bolemoreus frenatus ранее известного как Lichenostomus frenatus. Но в 1983 году они были описаны уже в качестве отдельного вида.

## Распространение
Эндемики Австралии. Обитают на небольшом лесном ареальном участке в Квинсленде.

## Описание
Длина тела 17.2-19.7 см. Вес самца 20-27.2 г, самки — 19.7-24 г. Оперение сверху тёмно-серо-коричневое, радужные оболочки от голубовато-серого до зеленовато-голубого цвета; клюв чёрный; ноги голубовато-серые. Оперение у самцов и самок одинаковое, но самец крупнее самки. Молодые особи похожи на взрослых, но с рыжевато-коричневой окраской на макушке и более коричневыми нижними частями тела сзади и надхвостьями.

## Биология
Питаются в основном нектаром и фруктами, а также некоторыми насекомыми и частями цветов.